# 石原廣司
石原 廣司（いしはら ひろし、1941年8月1日 - ）は、日本の実業家、電気通信主任技術者。古河電気工業代表取締役社長CEO兼COO、日本電線工業会会長などを務めた。旭日重光章受章。前島密賞受賞。

## 人物・経歴
1965年北海道大学工学部電子工学科卒業、日本電信電話公社入社。1994年日本電信電話取締役設備企画部長。1995年日本電信電話取締役関東支社長。1996年日本電信電話常務取締役関東支社長。1999年古河電気工業専務取締役。2003年古河電気工業代表取締役社長、日本電線工業会会長。2004年古河電気工業代表取締役社長CEO兼COO。2008年古河電気工業代表取締役会長CEO、通信電線線材協会会長。2009年古河電気工業代表取締役会長。平成23年度電気通信協会賞受賞。2012年古河電気工業取締役相談役。平成25年度前島密賞受賞。2014年古河電気工業相談役。2018年春の叙勲で旭日重光章受章。電気通信主任技術者。

## 著作
- 『通信アクセス設備デザイン : 光ファイバアクセス時代に向けて』電気通信協会 1994年
- 『実務に役立つ光ファイバ技術200のポイント』電気通信協会 2001年